# Cristina Bestetti Costa
Cristina Bestetti Costa (31 de agosto de 1973) es una botánica, taxónoma, curadora, geobotánica, y profesora brasileña.

## Biografía
En 1995, obtuvo el diploma de ciencias biológicas por la Universidad Federal de São Carlos. En 1999, guiada por la Dra. Maria Candida Henrique Mamede completó su maestría en biología, por la Universidad de São Paulo. Posteriormente, en 2005, obtuvo el Ph.D. en ciencias naturales (énfasis en botánica) por la misma casa de estudios.
Desarrolló actividades académicas y científicas, como investigadora científica en el Instituto de Botánica, de la Universidad de São Paulo,, y desde 2015 en la Fundación Alvares Penteado, FAAP - SJC, Brasil.
En el periodo entre el 7 de junio al 18 de agosto de 2002, realizó visitas científicas a instituciones europeas, con la ayuda concedida por la FAPESP y la Fundación Margaret Mee: Real Jardín Botánico de Kew, Museo de Historia Natural de Londres, Fielding-Druce Herbario, Oxford, Real Jardín Botánico de Edimburgo, el Museo Nacional de Historia Natural de París, Conservatorio y Jardín Botánico de Ginebra, Herbario del Jardín Botánico y Museo Botánico de Berlín, Herbario de la Colección Botánica de la ciudad de Múnich, Herbario del Jardín Botánico Nacional de Bélgica, y el Real Jardín Botánico de Madrid.
Entre 2010 y 2011, trabajó, como becaria, en el Instituto Nacional de Investigación Espacial del Brasil, en el Proyecto de investigación "Impactos das Mudanças Climáticas nos Biomas Brasileiros: Implicações para a Biodiversidade e Estudo de Caso para a Área da Refinaria de Paulínia"; y de 2011 a 2012, en el Projeto FINEP "Cenários para a Amazônia: Clima, Biodiversidade e Uso da Terra".
Es autora en la identificación y nombramiento de nuevas especies para la ciencia, a abril de 2015, de dos nuevos registros de especies, especialmente de la familia Rubiaceae, y en especial del género Coccocypselum.

## Algunas publicaciones
- cristina Bestetti. 2007. A new species of Coccocypselum P.Br. (Rubiaceae) from southeast Bahia. Kew Bulletin 62: 623-627

- ----------------------, mamede. 2006. Lipostoma Is a Synonym of Coccocypselum (Rubiaceae). Brittonia 58 (2): 170-177 resumen en línea

- ----------------------, g. Kimura, i. Cordeiro. 2004. Flora de Grão-Mongol, Minas Gerais: Euphorbiaceae - Chamaesyce Gray. Boletim de Botânica da Universidade de São Paulo, São Paulo, v. 22, n.2, p. 114-115, 2004

- ----------------------, -----------, ----------------. 2004. Flora de Grão-Mongol, Minas Gerais: Euphorbiaceae - Richeria Vahl. Boletim de Botânica da Universidade de São Paulo 22 (2): 127-127

- ----------------------, maria c.h. Mamede. 2002. Sinopse do gênero Coccocypselum P.Br. (Rubiaceae) no Estado de São Paulo, Brasil. Biota Neotropica 2 (1): 1-14

### En Congresos
- silvana Amaral, cristina bestetti Costa, fábio Iwashita, arimatéa Ximenes, dalton m. Valeriano. 2007. Estudos de Modelagem de Distribuição de Espécies no Componente Biodiversidade na Rede GEOMA. Simpósio da Rede GEOMA Petrópolis - LNCC

### Libros
- cristina bestetti Costa. 2005. Revisão taxonômica de Coccocypselum P.Br. (Rubiaceae), 133 pp.

- -----------------------------. 1999. O gênero Coccocypselum (Coccocypseleae-Rubiaceae) no estado de São Paulo, 143 pp.

#### Capítulos
- ----------------------, p.g. Delprete. 2012. Flora do Distrito Federal: Coccocypselum P.Br. (Rubiaceae). En: Piero G Delprete (org.) Flora do Distrito Federal. 1.ª ed. Brasília: EMBRAPA, vv. 10 p. 48-56

- ----------------------. 2010. Flora Dos Estados de Goiás e Tocantins: Coccocypselum P.Br. En: Piero G Delprete (org.) RUBIACEAE, parte 1: Introdução, Gêneros A-H - J.A. RIZZO (cord.) FLORA DOS ESTADOS DE GOIÁS E TOCANTINS. 1.ª ed. Goiânia: UFG/Editora e Gráfica Vieira, vv. 40, p. 174-204

- ----------------------, p.g. Delprete. 2007. Flora of the Guianas: Coccocypselum P.Br. En: Marion Jansen-Jacobs. (org.) Flora of the Guianas: Rubiaceae. 1.ª parte (Intro, key to genera and genera A-L). Utrecht: Nationaal Herbarium Nederland, vv. 10, p. 1-6

- ----------------------, ------------------. 2004. Flora Ilustrada Catarinense: Rubiaceae - Coccocypselum P.Br. En: Delprete, P.G.; Smith, L.B.; Klein, R.M. (orgs.) Flora Ilustrada Catarinense. 1.ª ed. Itajaí, SC: Herbário Barbosa Rodrigues, 2004, vv. 1, p. 79-118

- ----------------------, j.a. Steyermark. 2004. Flora of the Venezuelan Guayana: Rubiaceae - Coccocypselum P.Br. En: J.A. Steyermark, P.E. Berry, K. Yatskievych & B.K. Holst. (orgs.) Flora of the Venezuelan Guayana. 1.ª ed. St. Louis: Missouri Botanical Garden Press, vv. 8, p. 497-847

- ----------------------, maria c.h. Mamede. 2002. Flora Fanerogâmica do Estado de São Paulo: Coccocypselum (Rubiaceae). En: Melhem, T.S.; Wanderley, M.G.L.; Martins, S.E.; Jung-Mendaçolli, S.L.; Shepherd, G.J.; Kirizawa, M. (orgs.) Flora Fanerogâmica do Estado de São Paulo. São Paulo. 1.ª ed. São Paulo: Imprensa Oficial do Estado de São Paulo, vv. 5, p. 292-298

## Honores

### Becas[10]
- 2012 Bolsa PCI, CNPq
- 2011 Bolsa DTI - Desenvolvimento Tecnológico Industrial, CNPq
- 2010 Bolsa FUNCATE - Fundação de Ciência, Aplicações e Tecnología Espaciais, FUNCATE
- 2006 Bolsa DTI - Desenvolvimento Tecnológico Industrial, CNPq
- 2004 Concurso Público Biólogo, INFRAERO
- 2002 Bolsa de Pesquisa no Exterior, Fundação Margaret Mee
- 1999 Bolsa Doutorado, FAPESP
- 1995 Bolsa Mestrado, CNPq
- 1994 Bolsa Iniciação Científica, CNPq
- 1993 Bolsa Iniciação Científica, CNPq
- 1992 Bolsa PIBIC, UFSCar

### Membresías
- Sociedad Botánica de Brasil[11]
- International Association for Plant Taxonomy

- La abreviatura «C.B.Costa» se emplea para indicar a Cristina Bestetti Costa como autoridad en la descripción y clasificación científica de los vegetales.[12]

- Portal:Biografías. Contenido relacionado con Botánica.
- Portal:Biología. Contenido relacionado con Taxonomía.